# Neocoelidiana tuxpana
Neocoelidiana tuxpana är en insektsart som beskrevs av Delong 1953. Neocoelidiana tuxpana ingår i släktet Neocoelidiana och familjen dvärgstritar. Inga underarter finns listade i Catalogue of Life.